# Mark II (tank)
De Mark II is een zware Britse tank uit de Eerste Wereldoorlog.

## Achtergronden
Van de inzet op 15 september 1916 van de eerste operationele tank ter wereld, de Mark I, was de opperbevelhebber van de Britse troepen in Frankrijk, generaal Douglas Haig, zo onder de indruk geraakt dat hij er gelijk 1000 meer bestelde. De War Council herriep deze bestelling echter op 10 oktober. Maar de tank was meteen zo populair geworden bij het Britse volk, dat de regering er niet meer aan kon ontkomen de productie toe te staan van het enige wapen dat de oorlog nog leek te kunnen winnen. Lloyd George herbevestigde de bestelling dus weer. Men begon met de voorbereidingen voor massaproductie. Al snel werd daarbij het besluit genomen om niet de oorspronkelijke Mark I, maar een flink verbeterd ontwerp te gaan bouwen: de latere Mark IV. Dit had tot ironisch gevolg dat de productie van tanks, die in juli nog op zo'n 25 stuks per week lag, vrijwel helemaal stil zou komen te liggen in afwachting van het gereedkomen van de nieuwe productiefaciliteiten en een nieuw prototype. Aangezien het aantal van 150 gebouwde Mark I's niet eens voldoende was om de, toch vrij kleine, eenheden in Frankrijk op organieke sterkte te houden, waren er geen tanks meer over om nieuwe troepen op te leiden. Vijftien tanks die voor training waren achtergehouden, moesten alsnog naar Frankrijk gestuurd worden. Om te voorkomen dat de inzet van de Mark IV hierdoor nog eens een half jaar vertraagd zou worden, besloot men tot de tussentijdse productie van 100 speciale trainingstanks: 50 Mark II's gevolgd door een even groot aantal van de Mark III.

## Beschrijving

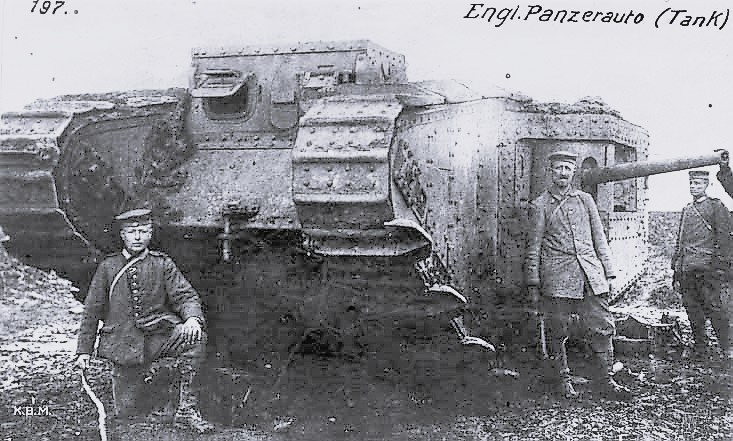
Mark II Male tank met serienummer 799 op 11 april 1917 buitgemaakt bij Bullecourt. Duidelijk zijn de torpedo spuds zichtbaar: afneembare uitsteeksels van de rupsschakels voor verbeterde tractie

Hoewel het de bedoeling was om het ontwerp in beginsel niet te laten afwijken van dat van de Mark I, bracht men toch wat veranderingen aan die een weerslag waren van de praktijkervaringen die men bij de inzet aan het front had opgedaan. De stuurstaart waarmee de eerste tank was uitgerust, bleek totaal overbodig en vergde veel onderhoud doordat het hydraulische hefsysteem het steeds begaf. Het ding werd bij de Mark II dus maar weggelaten. De ruimte waar de hydrauliek had gezeten werd bij de Mark IV gebruikt om de brandstofopslag te laten verhuizen. De vorige positie: twee tanks links en rechts onder het dak, bleek achteraf hoogst ongelukkig. Ook de "duiventil": een dakconstructie van kippengaas die C-compagnie op haar tanks had aangebracht om er granaatbundels van de Duitsers vanaf te laten glijden, bracht het niet tot standaarduitrusting. De animo voor zelfmoordaanvallen bleek onder de Duitse troepen niet al te groot. Er werden speciale sloffen ontwikkeld die men over de rupsbandschakels kon schuiven om de tractie te vergroten en de bodemdruk te verminderen. De bestuurderscabine werd iets smaller gemaakt, als voorbereiding voor een mogelijke installatie van bredere rupsbanden. Het was gebleken dat de bestaande rupsbanden maar zo'n tien uur rijden meegingen: daarna waren ze zo uitgerekt dat de tanden van het geleiderad niet meer juist in de schakels grepen. Daarom werd dit rad maar glad gemaakt. Boven op de cabine kwam een deksel met uitkijksleuven. Er kwamen langere stelschroeven om de rupsband onder spanning te brengen en die vergden grotere uitsparingen in het pantser. Men had ook het plan opgevat voor een meer ingrijpende verbetering: het aanbrengen van een afstandspantser aan de zijkanten. Hoewel dit uiteindelijk niet doorgevoerd werd, waren alle Mark II's vast voorzien van gaten voor de bevestigingsschroeven, die men achteraf maar met kortere schroeven opvulde. Om kosten te besparen was het overige pantser van de Mark II niet van pantserstaal: dat werd voor een trainingstank overbodig geacht.
Net als de Mark I, kwam de Mark II half om half in een "mannetjes"- en een "vrouwtjesversie". De 25 Females (serienummers 576-600 met alleen machinegeweren) werden door Metropolitan, de 25 Males (serienummers 776-800 met ook nog kanonnen) door Fosters geleverd. Wanneer dat precies gebeurde, is niet meer bekend. In december 1916 waren in ieder geval de eerste negen afgeleverd bij het nieuwe opleidingscentrum te Bovington.

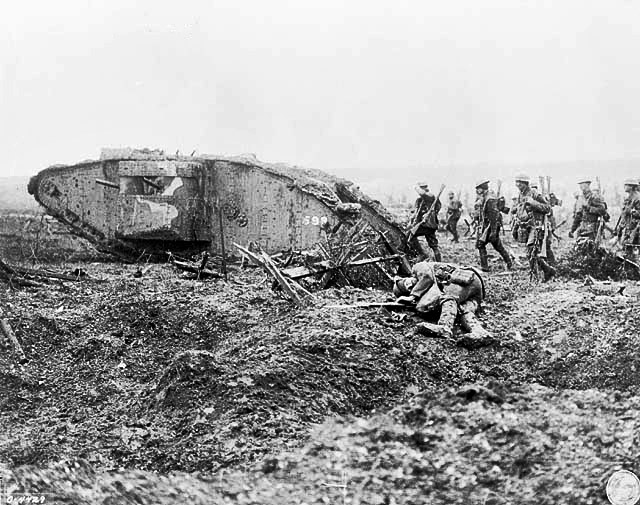
Mark II Female in april 1917 bij Vimy ridge; duidelijk is aan het camouflagepatroon te zien dat de barbettes van een Mark I zijn gebruikt

## Operationele Geschiedenis
Dit mag verbazing wekken: als trainingstank zou de Mark II helemaal geen operationele geschiedenis mogen hebben, temeer daar het voertuig zonder pantserstaal voor een echte frontinzet simpelweg ongeschikt was. In het voorjaar van 1917 waren er echter zoveel Mark I's uitgevallen, terwijl de productie van de Mark IV maar niet op gang wilde komen, dat men er niet meer onderuit kon om de Mark II's toch maar, op hoop van zegen, in te zetten. Voor het offensief bij Arras ter ondersteuning van het Franse offensief van Nivelle in april 1917, werden er 26 naar Frankrijk verscheept. In mei volgden de andere 19 die toen beschikbaar waren. Het trainingscentrum bleef achter met de Mark III's. Van de 141 Mark I's in Frankrijk (acht bevonden zich in Palestina, één werd er gebruikt als ontwikkelingsvoertuig), waren er toen nog 15 over, zeven Males en acht Females. De Mark II's werden zo goed en kwaad als het ging voor de frontdienst aangepast, door hun barbettes te vervangen door die van Mark I wrakken, zodat althans de zijkanten grotendeels door gehard pantserstaal beschermd werden. Ook werd toen het betrouwbaarder Lewis machinegeweer aangebracht. Tegelijkertijd deed zich een interessante ontwikkeling voor: men construeerde dummytanks om de Duitse luchtverkenning te misleiden. De in groot détail nagemaakte rompen van triplex werden rondgedragen door tien soldaten binnenin de dummy.
Op 11 april was er een geconcentreerde tankaanval door D-compagnie ter ondersteuning van de Australische troepen. Voor het eerst maakten de Duitsers toen Britse tanks buit: twee Mark II's. Het verhaal wil dat ze niet onder de indruk waren van de bepantsering! Inderdaad werden verschillende Mark II's op korte afstand door machinegeweervuur doorslagen.
De twaalf Mark I en II's die in de zomer van 1917 nog resteerden, werden omgebouwd tot bevoorradingstank.

## Projecten

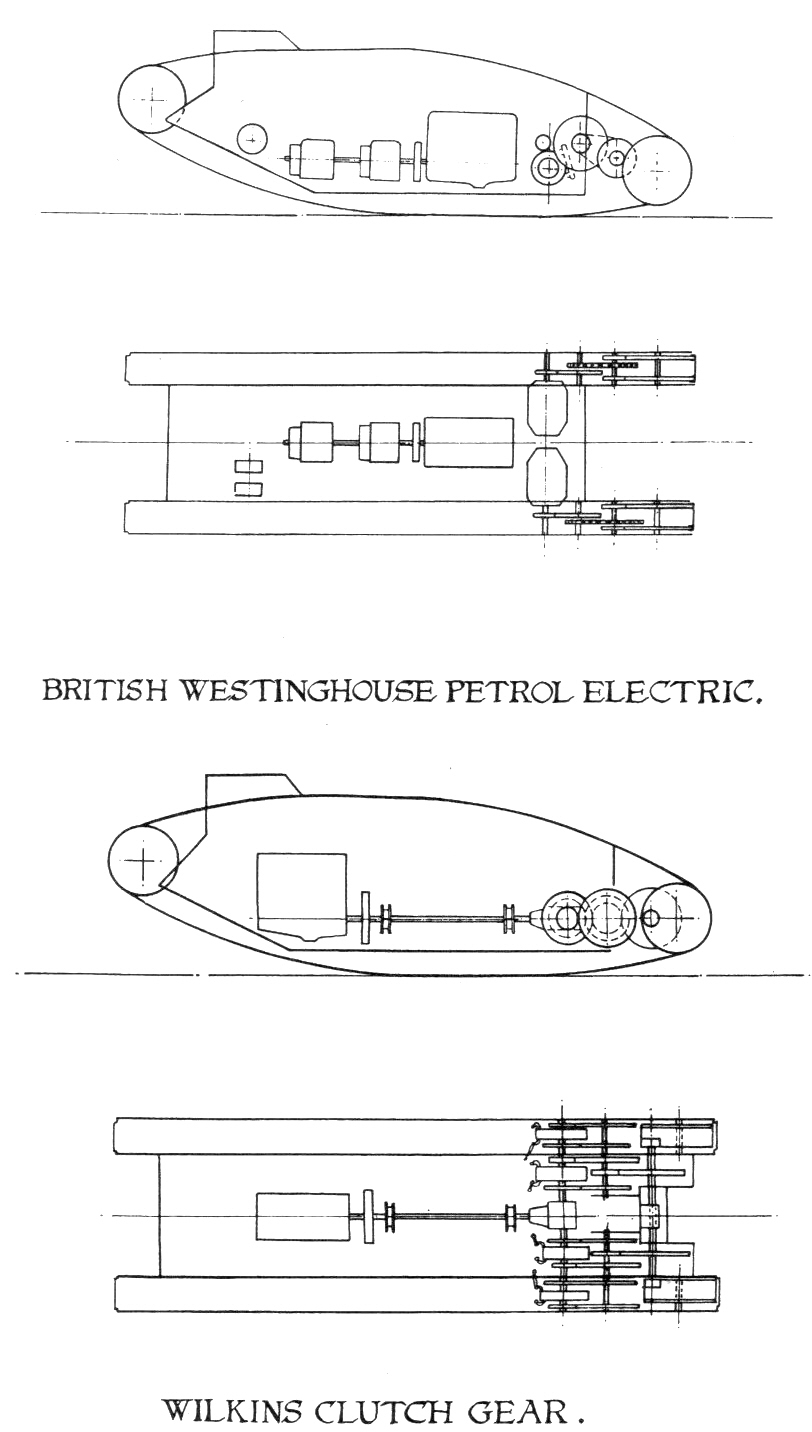
Twee van de verworpen transmissieprojecten van de wedstrijddag in 1917, getoond op de oorspronkelijke vergelijkingstekening

Een van de meest gênante tekortkomingen van de Mark I betrof het primitieve besturingsmechanisme: in feite waren er vier man nodig om de tank te besturen. De chauffeur zelf kon - afgezien van de meestal doorslippende stuurstaart - eigenlijk alleen maar gas geven en de primaire versnellingsbak omzetten. De commandant bediende de remmen en wist zo geleidelijke bochten te maken. Iedere keer echter als de tank een scherpe bocht wilde maken, moest hij tot stilstand gebracht worden, waarna met de hand de secundaire versnellingsbakken omgezet moesten worden. Officieel kon dat ook terwijl de tank nog reed, maar in de praktijk bleek dat dan de differentieelstangen verbogen werden! Twee bemanningsleden hadden als hoofdtaak het bedienen van die versnellingen en stonden eigenlijk alleen maar naar de chauffeur te turen of hij soms met handsignalen aangaf van richting te willen veranderen. Als er te veel cordietdampen in de gevechtsruimte hingen, maakte dat de tank in feite onbestuurbaar, want iedere mondelinge communicatie werd uitgesloten door het helse lawaai dat de motor voortbracht. Het is dan ook geen wonder dat besloten werd bij de komende Mark IV een geheel nieuwe transmissie in te bouwen. De onbewapende rompen van vijf Mark II's werden begin 1917 apart gehouden om verschillende systemen te beproeven.
Een van deze werd naar Frankrijk verzonden om daar te worden uitgerust met het petro-elektrische systeem van de St Chamond. De directeur van het Tank Supply Department, Albert Stern, was namelijk tijdens een oriënterend bezoek aan Frankrijk, rondgeleid bij Saint Chamond door Émile François Léon Rimailho, gecharmeerd geraakt van de schijnbare eenvoud en het rijgemak van zo'n systeem. In Engeland bouwde de firma Westinghouse een gelijkend systeem in, Daimler deed hetzelfde in de romp van Mother, terwijl Williams-Janney een hydraulisch type uitprobeerde. Al deze experimenten hadden mede tot doel de snelheid van de tank, tot dan toe die van een slak op een teerbaan, te verdubbelen door een verbeterd koppel. Al deze projecten bleken echter te onbetrouwbaar - tot grote ergernis van Stern die al 600 transmissies bij Daimler besteld had - en dat gold ook voor een ingewikkeld dubbel versnellingssysteem van een zekere Wilkins. De winnaar was bij een grote wedstrijddag op 3 maart 1917 te Oldbury in het bijzijn van tientallen prominente genodigden de vijfde tank met een epicyclische versnellingsbak, ontwikkeld door de oorspronkelijke ontwerper van de Mark I, Walter Wilson - een type dat voortaan bij de ruime meerderheid van alle tankontwerpen toegepast zou worden. Aan deze dag deden ook het prototype van de Whippet en de Gun Carrier Mark I mee. De fraaie brochures die bij deze gelegenheid aan de gasten werden uitgedeeld, vormen de belangrijkste informatiebron die we nog over al deze projecten hebben. Deze gelegenheid werd gebruikt om de dag erop een geheime bespreking te houden tussen Stern en de Franse generaal Jean-Baptiste Eugène Estienne waarbij besloten werd dat de Britten zich zouden richten op de productie van zware tanks en de Fransen de lichte tanks zouden leveren, in casu de FT-17.
De Williams-Janney-transmissie zou later nog toegepast worden bij de Mark VII. Begin 1918 werd opnieuw een van de vijf Mark II testtanks gebruikt voor het beproeven van een transmissie-experiment: een transmissie voor luxe auto's van het merk Lanchester werd ingebouwd. Dit project stond bekend als de Lanchester Gearbox Machine of Experimental Machine K.

## Heden

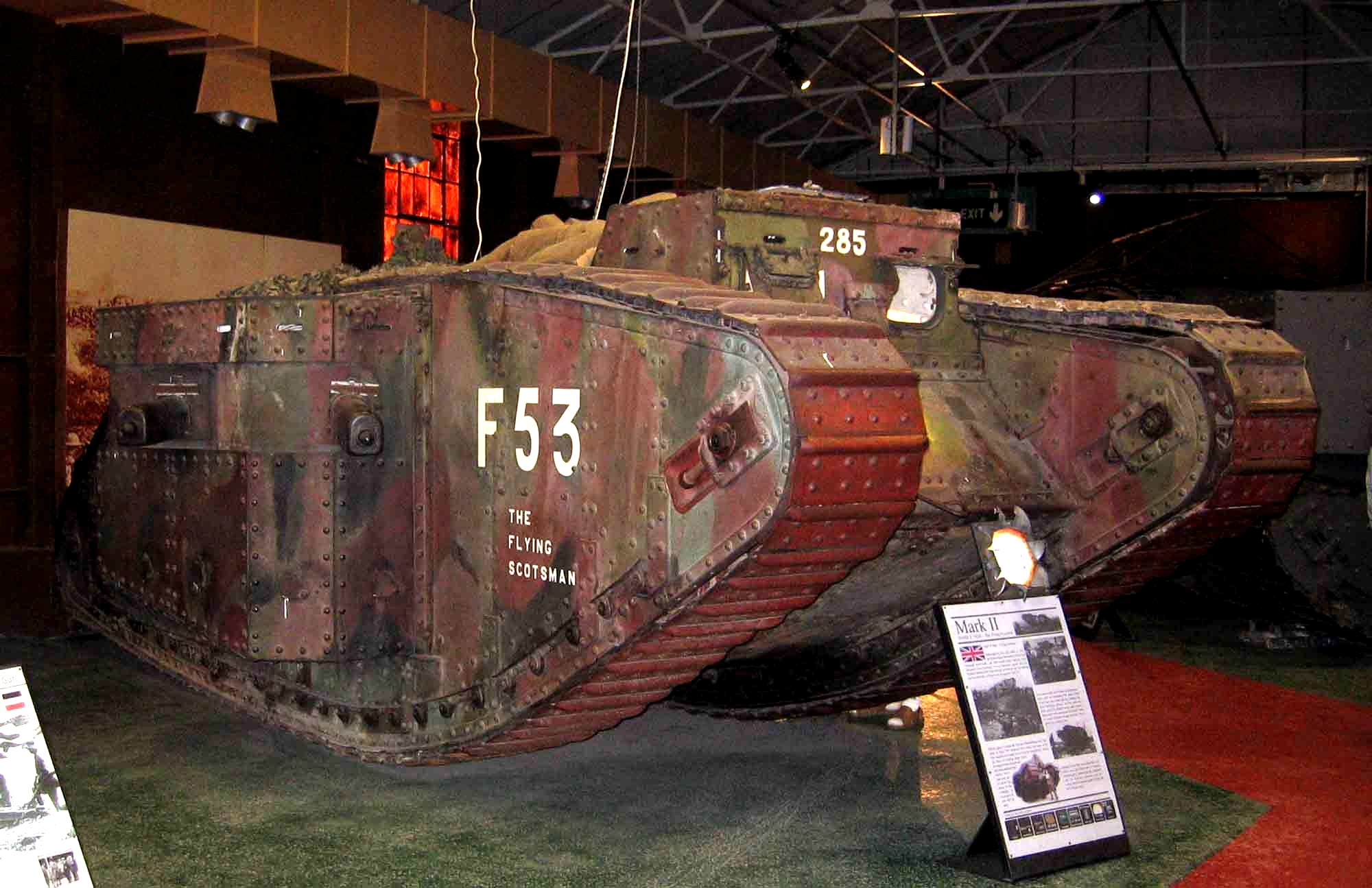
De Flying Scotsman in Bovington; op de achtergrond is rechts een stukje van Little Willie zichtbaar, het eerste voltooide tankprototype

Eén Mark II Male tank, No. 785 F53 Flying Scotsman, werd in 1917 voor propagandadoeleinden achtergehouden en later omgebouwd om als Mark I (met één Male- en één Female-barbette) tentoongesteld te worden. Dit voertuig bevindt zich nu als laatste complete exemplaar van zijn type in The Tank Museum te Bovington en is teruggebracht in zijn oorspronkelijke staat, zij het met een Female barbette aan de rechterzijde.

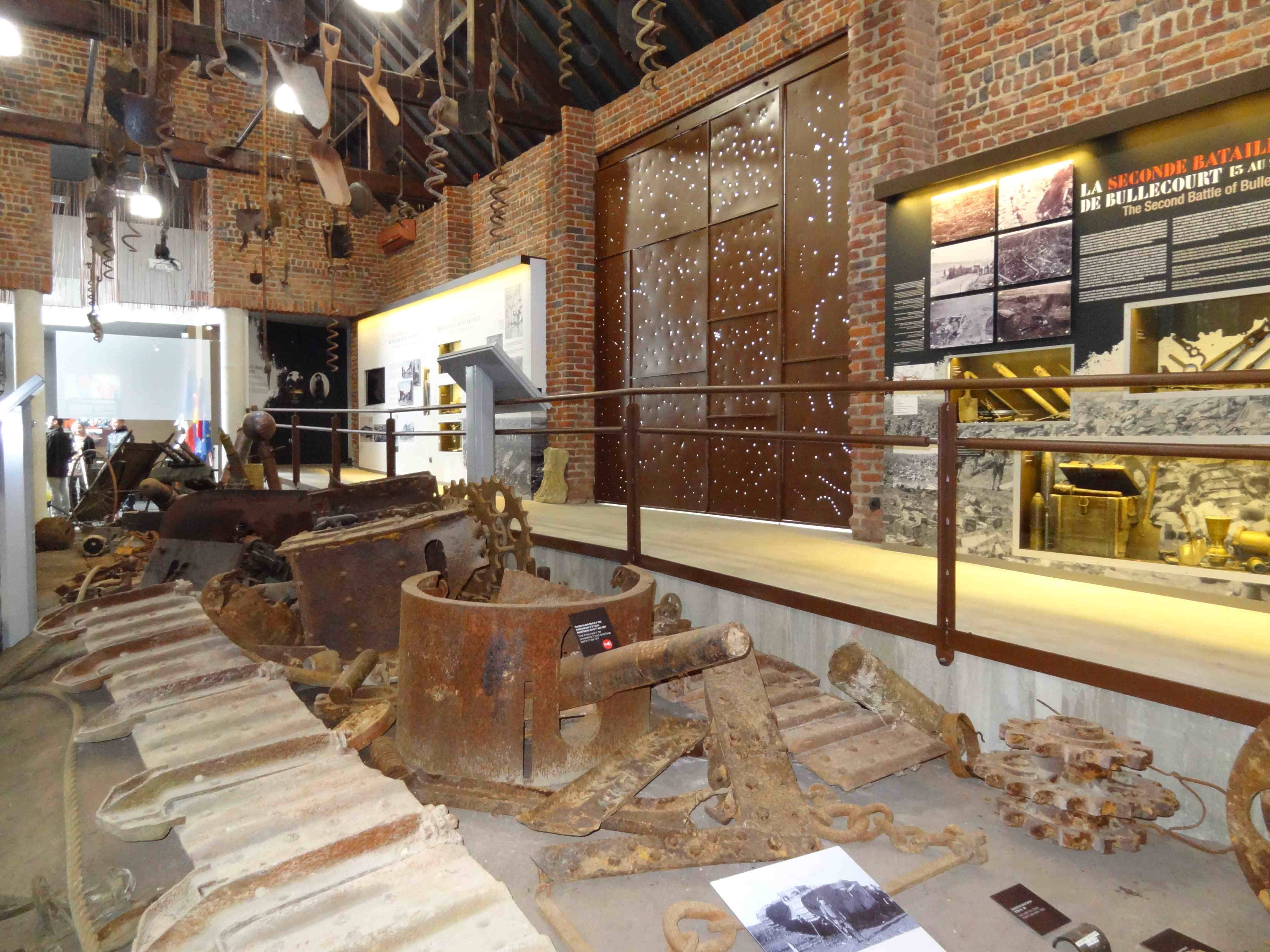
De resten van Tank No. 799

Daarnaast worden geborgen brokstukken van Mark II tank No. 799, min of meer in positie gelegd, getoond in het Musée Jean et Denise Letaille, te Bullecourt.